# Jezioro Głębokie (na południe od Dobina)
Jezioro Głębokie – jezioro w woj. zachodniopomorskim, w pow. wałeckim, w gminie Wałcz, położone we wsi Dobino, na terenie Pojezierza Wałeckiego.
Na zachód od jeziora przebiega linia kolejowa nr 403 łącząca Piłę z Wałczem i dalej ze Szczecinem.

## Dane morfometryczne
Powierzchnia zwierciadła wody według różnych źródeł wynosi od 10,46 ha do 12,5 ha.
Zwierciadło wody położone jest na wysokości 112,7 m n.p.m..

## Hydronimia
Według urzędowego spisu opracowanego przez Komisję Nazw Miejscowości i Obiektów Fizjograficznych (KNMiOF) nazwa tego jeziora to Jezioro Głębokie. W różnych publikacjach jezioro to występuje pod nazwą Koło Gorzelni, podawana jest również pochodna nazwa jeziora: Dobino Głębokie.